# ماريو بوني
ماريو بوني (بالإيطالية: Mario Boni)‏ مواليد 30 يونيو 1963 في لومبارديا، إيطاليا، هو لاعب كرة سلة إيطالي سابق بدأ مسيرته الاحترافية في سنة 1984. اعتزل اللعب في 2006.

## فرق لعب لها
- فيرتوس روما

## روابط خارجية
- ماريو بوني على موقع الدوري الإسباني لكرة السلة (الإسبانية)
- ماريو بوني على موقع كرة السلة الأوروبية.كوم (الإنجليزية)
- ماريو بوني على موقع ريلجم (الإنجليزية)
- ماريو بوني على موقع بروبوليرز (الإنجليزية)
- ماريو بوني على موقع سبورتس رفرنس (الإنجليزية)